# Актасти (Хромтауський район)
Актасти́ (каз. Ақтасты) — село у складі Хромтауського району Актюбінської області Казахстану. Входить до складу Тасоткельського сільського округу.
Населення — 48 осіб (2021; 145 у 2009, 255 у 1999, 292 у 1989).